# NGC 6352
Az NGC 6352 (más néven Caldwell 81) egy gömbhalmaz az Ara (Oltár) csillagképben.

## Felfedezése
Az gömbhalmazt James Dunlop fedezte fel 1826. május 14-én.